# Otřes systému
Otřes systému (v originále Shock to the System) je kanadsko-americký hraný film z roku 2006, který režíroval Ron Oliver. Film byl natočen podle románu Richarda Stevensona o soukromém detektivovi Donaldu Stracheym.

## Děj
Soukromý detektiv Donald Strachey je osloven mladíkem Paulem, aby mu pomohl při pátrání po zmizelé osobě. Než se však Donald dozví podrobnosti, je Paul nalezen druhý den mrtvý. Policie se domnívá, že šlo o sebevraždu, ale Donald pátrá dál na vlastní pěst. Paul docházel na terapie k doktoru Cornellovi, aby se vyléčil z homosexuality. Donald se proto nechá zapsat do nadace, aby se dozvěděl více o Paulově životě. Paul pracoval tajně na dokumentárním filmu, který měl odhalit praktiky v nadaci a tajemství doktora Cornella. Poté, co je zavražděn i Paulův přítel Larry, začíná být Donaldovi pozvolna jasné, že skutečnost je mnohem komplikovanější.

## Obsazení
| Chad Allen             | Donald Strachey  |
| Sebastian Spence       | Timmy Callahan   |
| Michael Woods          | Trevor Cornell   |
| Daryl Shuttleworth     | detektiv Bailey  |
| Morgan Fairchild       | Phyllis Hale     |
| Anne Marie DeLuise     | Lynn Cornell     |
| Rikki Gagne            | Katey Simmons    |
| Stephen Huszar         | Grey             |
| Nelson Wong            | Kenny Kwon       |
| Ryan Kennedy           | Walter           |
| Jeffrey Bowyer-Chapman | Levon            |
| Shawn Roberts          | Larry Phelps     |
| Gerry Morton           | Jefferson Lewis  |
| Morgan Brayton         | Hannah           |
| Leanne Adachi          | Dr. Sung         |
| Jared Keeso            | Paul Hale        |
| Shawn Reis             | detektiv Stenski |
| Robert Kaiser          | Tobias           |
| Giles Panton           | Bartender        |
| Levi James             | Clark            |
| Dany Papineau          | Kyle             |